# Parastasia fakfakensis
Parastasia fakfakensis är en skalbaggsart som beskrevs av Yuiti Wada 2008. Parastasia fakfakensis ingår i släktet Parastasia och familjen Rutelidae. Inga underarter finns listade i Catalogue of Life.